# Street Dreams
『Street Dreams』（ストリート・ドリームス）は、ZEEBRAの9枚目のシングル。2005年6月1日にポニーキャニオンから発売された。

## 概要
前作から2年ぶりにリリース。c/wの「Wildin'」は自身が出演したドラマ「15歳のブルース」の主題歌となった。

## 収録曲
1. Street Dreams
  - 作詞：ZEEBRA、作曲：DJ CELORY
  - フジテレビ系「69★TRIBE」エンディングテーマ
  - 周りからハードなものを求められるもののなかなか書けずにいたが、ZEEBRAの「未来への鍵」（アルバム『THE RHYME ANIMAL』収録）をリメイクしたKM-MARKITの「未来への鍵～The Key～ feat. SPHERE of INFLUENCE」（アルバム『VIVID』収録）を聴いて自分を再認識させられたのと、KM-MARKITのライブを観たことがきっかけでハードな楽曲の制作に本格的に取り組んだと述べている。2004年に開催したイベントを通じヒップホップのライブに来るファンのバイブスと昔のファンのバイブスに違いを感じ、そこに対する責任感やヒップホップ・シーンに対する危機感も影響したという。テーマは夢としているが、抱いてる夢ではなく、夢に対する意識を曲にした[2][3]。
  - PVには MURO, KAMINARI-KAZOKU.(RINO LATINA II, D.O, YOU THE ROCK★, G.K.MARYAN, SHINNOSK8, TWIGY), RHYMESTER、BUDDHA BRAND、CRAZY-A、M.O.S.A.D.、ラッパ我リヤ、SOUL SCREAM、OZROSAURUS、DJ YUTAKAらが出演している。2008年1月16日にはDJ CELORYが続編となる「Street Dreams Pt.2 feat. ZEEBRA, SIMON, 晋平太」を収録したアルバム「BEAUTIFUL TOMORROW」をリリースした。
2. Wildin'
  - 作詞・作曲：ZEEBRA
  - フジテレビ系ドラマ「15歳のブルース」主題歌
3. It's all a g@me (UBG Remix) feat. GOTS, Chino, Sumi and KM-MARKIT
  - 作詞：ZEEBRA/KM-MARKIT/Chino/Sumi/Gots、作曲：ZEEBRA
  - URBARIAN GYMのKM-MARKIT、Chino、Sumi、Gotsが参加。
4. Street Dreams (Instrumental)
5. Wildin' (Instrumental)

## Street Dreams / The Three 16S
- 1000枚限定生産のアナログ盤。2006年発売。

### SIDE A
1. The Three 16's - Main / Feat. Twigy & D.L
  - 作詞：ZEEBRA/TWIGY/D.L、作曲：BACHLOGIC
2. The Three 16's - Inst
3. The Three 16's - Acapella

### SIDE B
1. Street Dreams - Main
2. Street Dreams - Inst
3. Street Dreams - Acapella